# Guadalupe (São Tomé i Príncipe)
Guadalupe és una vila de São Tomé i Príncipe. És la capital del districte de Lobata, al nord de l'illa de São Tomé. La seva població és de 1.081 (2008 est.).
Està enllaçada a São Tomé, Neves i Trindade per una carretera encerclant l'illa de São Tomé.

## Evolució de la població
| 2001 | 2008  |
| 948  | 1.081 |

## Persones destacadse
- William Barbosa, futbolista
- Olinda Beja, escriptora